# Novosti
Novosti – chorwacki tygodnik oraz portal internetowy z siedzibą w Zagrzebiu. Pismo zostało założone w 1999 roku.
Stanowi pismo Serbskiej Rady Narodowej. Na początku 2019 r. w budynku Chorwackiego Stowarzyszenia Dziennikarzy w Zagrzebiu redakcja Novosti świętowała wydanie numeru 1000. W wydarzeniu wzięli udział Milorad Pupovac, Nadežda Čačinovič, Budimir Lončar, Ivica Đikić, Vesna Teršelič, Drago Pilsel, Hrvoje Klasić, a także ambasadorowie Serbii, Słowenii i Norwegii w Chorwacji. 